# X display manager
Al sistema X Window, un gestor de pantalla X és un gestor d'inici de sessió gràfic que controla un inici de sessió en un servidor X des del mateix ordinador o d'un altre.
Un gestor de visualització presenta a l'usuari una pantalla d'inici de sessió. Una sessió comença quan un usuari introdueix correctament una combinació vàlida de nom d'usuari i contrasenya.

Al sistema X Window, el servidor X s'executa a l'ordinador davant de l'usuari. El servidor X es pot connectar a un gestor de pantalla que s'executa en un altre ordinador, iniciant una sessió que pot incloure una varietat de programes que s'executen en aquest altre ordinador. En relació amb el servidor X, l'XDM és un client. Vegeu la separació client-servidor a X11.

Quan el gestor de visualització s'executa a l'ordinador de l'usuari, inicia el servidor X abans de presentar a l'usuari la pantalla d'inici de sessió, repetint opcionalment quan l'usuari tanca la sessió. En aquesta condició, el DM realitza en el X Window System la funcionalitat de getty i login als terminals en mode caràcter. Quan el gestor de pantalla s'executa en un ordinador remot, actua com un servidor telnet, sol·licitant nom d'usuari i contrasenya i iniciant una sessió remota.
X11 Release 3 va introduir gestors de pantalla l'octubre de 1988 amb l'objectiu de donar suport als terminals X autònoms, que acabaven de sortir al mercat. Diversos gestors de pantalla continuen utilitzant-se habitualment per proporcionar una indicació gràfica d'inici de sessió a les estacions de treball d'ordinadors autònoms que executen X. X11R4 va introduir el protocol de control del gestor de pantalla X (XDMCP) el desembre de 1989 per solucionar problemes en la implementació de l'X11R3.

## Història
XDM (X Window Display Manager) es va originar a X11R3. Aquesta primera versió, escrita per Keith Packard, del MIT X Consortium, tenia diverses limitacions, la més destacada de les quals era que no podia detectar quan els usuaris s'apagaven i enceniaven els terminals X. A X11R3, XDM només sabia d'un terminal X des de la seva entrada alXserversFitxer , però XDM només va consultar aquest fitxer quan es va iniciar. Així, cada vegada que un usuari apagava i encenia un terminal, l'administrador del sistema havia d'enviar un senyal SIGHUP a XDM per demanar-li que tornés a escanejar.Xservers.XDMCP va arribar amb la introducció de X11R4 (desembre de 1989). Amb XDMCP, el servidor X ha de sol·licitar activament una connexió de gestor de pantalla a l'amfitrió. Per tant, un servidor X que utilitza XDMCP ja no requereix una entradaXservers.

## Gestió de visualització local i remota
Un gestor de visualització es pot executar al mateix ordinador on es troba l'usuari, iniciant un o més servidors X, mostrant la pantalla d'inici de sessió al principi i (opcionalment) cada vegada que l'usuari tanca la sessió, o en un remot, que funciona segons el protocol XDMCP.

## Protocol
El protocol de control del gestor de pantalla X (XDMCP) utilitza el port UDP 177. Un servidor X demana que un gestor de visualització iniciï una sessió enviant un paquet Query. Si el gestor de visualització permet l'accés a aquest servidor X, respon enviant un paquet Willing al servidor X. (El servidor X també pot enviar paquets BroadcastQuery o IndirectQuery per iniciar una sessió; aquest mecanisme per sol·licitar una sessió s'assembla a utilitzar DHCP per sol·licitar una adreça IP).

## Implementacions
El sistema X Window proporciona XDM com a gestor de pantalla estàndard.
Els programadors han desenvolupat altres gestors de pantalla X, tant comercials com gratuïts, que ofereixen funcionalitats addicionals sobre la gestió bàsica de la pantalla:
- Implementació de GDM, GNOME.
- SDDM, gestor de visualització recomanat per a KDE Plasma 5 i LXQt. Successor de KDM.
- LightDM, un gestor de pantalles d'escriptori lleuger, modular, multiescriptori i totalment temàtic de Canonical Ltd.
- TWin, el gestor de finestres TDE.
- dtlogin (enviat amb CDE).
- xlogin display manager, un gestor de pantalla lleuger, segur i d'inici de sessió com el gestor de visualització de la consola per a X, escrit en C.